# Murayama, Yamagata
Murayama (村山市 Murayama-shi) là một thành phố thuộc tỉnh Yamagata, Nhật Bản.